# Mariona Creus Virgili
Mariona Creus Virgili   (Sabadell, 25 de juny de 1941 - Sabadell, 24 de juliol de 2022)  va ser una infermera i gestora catalana. Va promoure el reconeixement de la infermeria a Catalunya des de tots els àmbits de la professió: l’assistencial, el docent, el de la recerca i el de la gestió i direcció; i va estar involucrada, per mitjà de la Secció d’Infermeria del Departament de Sanitat i Seguretat Social, en la transferència dels serveis sanitaris a la Generalitat.

## Biografia
Des de molt jove va tenir clar que volia estudiar infermeria tot i que el seu pare n’era reticent, però va aconseguir que acceptés la matricula a l’Escola Universitària d’Infermeria de Santa Madrona, adscrita a la Universitat de Barcelona, en aquell moment considerada com a la millor escola femenina de Barcelona. Va fer les pràctiques a l’Hospital de la Santa Creu i Sant Pau, i a la Clínica Santa Madrona, obtenint el títol d’Ajudant Tècnic Sanitari (ATS), que posteriorment va convalidar a Diplomat d’infermeria.

## Activitat professional
Quan va finalitzar els estudis es va incorporar L’Hospital de la Salut que era l'hospital municipal, estava situat en l'actual Parc Taulí. Es va incorporar com a instrumentista a un equip de cirurgia que treballava en els tres centres sanitaris de la ciutat, realitzant diferents tasques, entre d’elles les relacionades amb l’anestèsia.
Del 1969-1978 va ser Cap de monitores de l’Escola Epione de la Caixa d’Estalvis de Sabadell, que estava adscrita a l'Hospital Nen Jesús. Es va crear replicant el model de Santa Madrona i era gestionada per una congregació religiosa, tot i declarar-se com un centre educatiu laic. Van buscar-se professionals d’infermeria, preferentment formats a Santa Madrona, per a fer un traspàs en la gestió. L’Escola es va mantenir, formant ATS fins a l’entrada dels estudis a la Universitat al 1977, moment en què va tancar les portes.
Treballa com a infermera de zona a l’ambulatori de Can Rull de Sabadell, amb un horari de dues hores, bàsicament posant injeccions i fent alguns serveis a domicili. El 1980 s’incorpora com a Directora d’infermeria a l'Hospital Sant Joan de Déu de Martorel amb l’encàrrec de reestructurar tot el sistema de cures i professionalitzar la plantilla.
Sent Conseller de Sanitat Josep Laporte Salas i Directora General Elvira Guilera Soler, es crea dins la Direcció General d'Assistència Sanitària del Departament de Sanitat i Seguretat la Secció d’Infermeria, de la que es nombra cap a Carolina Meléndez Fernández. La Secció s’articula en tres negociats: infermeria hospitalària, infermeria de primària i formació i docència, Mariona Creus ocupa el negociat d’infermeria hospitalària de l’any 1982 fins l’any 1984. Com a responsable dels hospitals de Catalunya desenvolupa un projecte de delimitació de les plantilles a tots els centres hospitalaris, amb independència de la seva titularitat jurídica, visitant tots els hospitals i estudiant el nombre de professionals que hi treballaven i les tasques que realitzaven.
L'any 1988 és nomenada directora d'infermeria de l'Hospital General de la Residencia Sanitaria Francisco Franco, actualment Hospital Universitari Vall d'Hebron. La seva incorporació coincideix amb la d’altres responsables de gestió, gerents i directors, que tenen l’encàrrec concret de modernitzar l’Hospital en molts dels seus aspectes, entre d’ells la renovació i professionalització dels professionals. És període convuls pel que fa a les relacions laborals, amb vagues, protestes i dures negociacions sindicals.
17 anys després de la seva incorporació al Vall d'Hebron, col·labora amb l’Institut d’Estudis de la Salut en la redacció del Libre blanc de les professions sanitàries de Catalunya, editat pel Departament de Sanitat i Seguretat Social. Tenia com a objectiu la formulació d'un conjunt de propostes elaborades a partir d'una anàlisi de la realitat del sistema sanitari català, per tal de donar resposta als reptes de futur amb una perspectiva de mitjà i llarg termini.

## Activitat col·legial
Al 2002 encapçala la candidatura vencedora de les eleccions al Col·legi Oficial d’Infermeres i Infermers de Barcelona (COIB). En aquest mandat, la seva gestió està caracteritzada per la reestructuració i professionalització de l’estructura administrativa i de suport del Col·legi, posant les bases del que avui és la corporació. Al 2007 torna a encapçalar una candidatura i guanya de nou les eleccions. El mateix any, la seu col·legial es trasllada del número 21 del carrer Alcoi de Sant Gervasi - la Bonanova, al número 350 del carrer de Pujades, al barri de Diagonal Mar. Sota la seva Presidència el Col·legi va créixer com a institució i va ocupar un espai rellevant dins de l’àmbit sanitari.
Del 2006 al 2011 va ser degana del Consell de Col·legis d’Infermeres i Infermers de Catalunya (CCIC), una corporació de dret públic, format per tots els col·legis territorials d’infermeres i infermers de Catalunya. El Consell te la finalitat principal de representar les més de 45 mil infermeres i infermers de Catalunya davant les diferents institucions del sector sanitari.

## Activitat Associativa i de Representació
Creus va ser una de les fundadores de l’Associació Catalana d’Infermeria (ACI), creada al 1982 per defensar els interessos del col·lectiu professional i dissolta el 2014, va ocupar el càrrec de presidenta de l’ Asociación Nacional de Directivos de Enfermería (ANDE), una organització constituïda per professionals vinculades a tasques de gestió, va ser patrona i vicepresidenta de la Fundació Ictus, orientada a poder donar el millor servei i la millor atenció possibles a les persones que han patit un ictus, i fundadora i consellera de l’Associació Catalana de Direccions Infermeres (ACDI), organització constituïda per infermeres vinculades i interessades en activitats i responsabilitats de gestió sanitària.Fou també sòcia emèrita de l’Acadèmia de Ciències Mèdiques i de la Salut de Catalunya i les Balears.
Del 2006 a 2011, va ocupar el càrrec de presidenta de la Comissió de l’Ordenació del Consell de la Professió Infermera de Catalunya. Òrgan permanent de consulta i participació del col·lectiu infermer a Catalunya, en reconeixement de la singularitat de l’exercici d’aquesta professió.
El juny del 2020 va ser nomenada Presidenta del Consell de Govern del Parc Taulí Hospital Universitari de Sabadell, en substitució de Modesto Custodio, càrrec que va exercir fins al moment del seu traspàs.

## Rec0neixements
Al maig del 2015  en un acte presidit pel conseller de Salut, Boi Ruiz va rebre el reconeixement del Departament de Salut de la Generalitat a la seva trajectòria professional.
Al maig del 2022 va rebre de mans de la Presidenta de la Corporació Dra. Paola Galvany la distinció de Col·legiada d’Honor del Col·legi Oficial d’Infermeres i Infermers de Barcelona.
Va ser condecorada, a títol pòstum, amb la Medalla Josep Trueta l'any 2024.